# بلغريم (مطران)
بلغريم (بالألمانية: Pilgrim) (توفي 25 أغسطس 1036) كان رئيس أساقفة كولونيا (1021-1036) والمستشار الأكبر لإيطاليا (من 1031) في الإمبراطورية الرومانية المقدسة وهي كرامة نقلها لجميع خلفائه.